# Cohabitation en France
Pour un article plus général, voir Cohabitation (politique).
La cohabitation en France désigne une phase de cohabitation politique en France, notamment sous la Cinquième République.

## Concept

### Définition
La Ve République est un système politique dans lequel le président de la République joue habituellement un rôle actif. Le rédacteur de la Constitution française du 4 octobre 1958, Michel Debré, rend clair dans son discours du 27 août 1958 devant le Conseil d'État que le président de la République est la « clef de voûte » du régime. Lorsqu'il a le soutien de la majorité parlementaire, il joue un rôle important et choisit le Premier ministre de manière libre.
Il est toutefois possible que le président ne bénéficie pas d'une majorité de sa couleur politique, et qu'il doive « cohabiter » avec un Premier ministre d'un bord opposé. Cela rend le rôle du président nettement plus effacé compte tenu du caractère dualiste du régime parlementaire français : lorsque les deux têtes de l'exécutif (président et Premier ministre) appartiennent à des groupes politiques opposés, c'est le Premier ministre qui, bénéficiant du soutien de l'Assemblée nationale, impulse la politique de la Nation.
Cette configuration est apparue trois fois depuis l'entrée en vigueur de la Constitution de 1958 (1986-1988, 1993-1995 et 1997-2002). Constitutionnellement, le chef de l'État assure la représentation de la France à l'étranger et décide de l'orientation de la politique étrangère (son domaine réservé, parfois partagé dans le cas d'une cohabitation) alors que le Premier ministre assure la gestion des affaires intérieures. Si la politique générale est conduite par le gouvernement, le président peut y faire obstruction en refusant de signer les ordonnances ; le gouvernement doit alors passer par la voie parlementaire habituelle. Le président peut aussi théoriquement user de son pouvoir de dissolution, ce qui apparaît comme politiquement impossible dans le cours normal des choses. Le président étant le chef des armées et le représentant de la France à l'étranger, les ministres de la Défense et des Affaires étrangères sont généralement choisis par consensus entre le président et le Premier ministre.
Depuis 2000 avec la réduction du mandat présidentiel à cinq ans (durée égale à celle de l'Assemblée nationale), puis en 2002 avec la décision d'inverser le calendrier électoral (l'élection présidentielle avant les élections législatives) en tenant ces deux scrutins à une trentaine de jours de différence, la possibilité d'une cohabitation s'était réduite. La dissolution de l'Assemblée nationale prononcée par Emmanuel Macron le 9 juin 2024 a décalé ces élections de deux ans l'une de l'autre, ce qui a de nouveau augmenté cette probabilité. Pour autant, Michel Barnier, nommé Premier ministre à la suite de tractations épineuses, se défend d'être en cohabitation avec le chef de l'État.

### Premières théorisations
La Constitution de la Cinquième République facilite le fait majoritaire par le biais de la rationalisation du parlementarisme. La possibilité d'une cohabitation n'était donc pas évidente de prime abord. La cohabitation n'est ainsi envisagée que tardivement. Elle est envisagée d'une manière prospective par certains gouvernements étrangers dès 1972. 
En décembre de cette année, et à la veille des élections législatives françaises de 1973, les analystes du département d'État des États-Unis remarquent que le président Georges Pompidou est dans une situation difficile, car son dernier gouvernement en date voit sa réputation ternie par des scandales financiers à répétition, et que le Parti socialiste dirigé par François Mitterrand grimpe dans les sondages. Ainsi, sur la base de notes rédigées par son équipe, le secrétaire d'État des États-Unis William P. Rogers écrit au président Richard Nixon un memorandum le 19 décembre 1972 (« The Upcoming French Elections ») où il envisage la possibilité d'une cohabitation. Henry Kissinger, quelques jours plus tard, rédige un autre mémo qui estime que, si la gauche l'emporte, Pompidou aura le choix entre « nommer Mitterrand Premier ministre et tenter de le contrôler ; dissoudre l'Assemblée et appeler à de nouvelles élections ; invoquer des pouvoirs d'urgence. Ces options sont toutes déplaisantes ».
L'hypothèse d'une cohabitation se fait de plus en plus évidente dans les années 1970. En 1980, François Mitterrand estime que, s'il échoue à être élu à l'élection présidentielle française de 1981, il gagnera inévitablement aux élections législatives de 1983. Il considère crédible d'être alors nommé Premier ministre par Valéry Giscard d'Estaing, et se dit prêt à diriger effectivement un tel gouvernement. Après sa défaite, Valéry Giscard d'Estaing, considérant que la gauche sera balayée lors des élections législatives françaises de 1986, soulève à son tour la possibilité qu'une cohabitation ait lieu en 1986 dans un entretien au magazine L'Express de janvier 1983. Les spéculations sur une potentielle cohabitation vont bon train cette année-là, alors que la popularité des socialistes commence à chuter. Dans une tribune au Monde en septembre 1983, Édouard Balladur invente l'expression de « cohabitation ».
Selon Edwy Plenel, c'est François Mitterrand qui invente réellement la cohabitation en décidant de ne pas démissionner alors que c'était une solution envisageable, ayant été désavoué par le suffrage universel. Ce cas de figure fut repris par Jacques Chirac qui demanda la démission de Mitterrand après le premier tour des élections législatives de 1993, dont les résultats furent catastrophiques pour la gauche,.

## Historique

### Première cohabitation (1986-1988)
Le président Mitterrand comprend dès 1985 que le Parti socialiste n'aura pas la majorité aux élections législatives françaises de 1986. Il sonde donc l'environnement politique français pendant un an afin de décider qui nommer. Sont envisagés Jacques Chirac, de la branche la plus à droite du RPR, Jacques Chaban-Delmas, que François Mitterrand tient en estime, Valéry Giscard d'Estaing, ancien président de la République avec lequel Mitterrand est resté en contact par l'intermédiaire de son conseiller Michel Charasse, Simone Veil, plus modérée que Jacques Chirac, et Alain Peyrefitte, ancien ministre du général de Gaulle, qui fait parvenir à Mitterrand le livre qu'il est en train de rédiger sur la cohabitation, Encore un effort, monsieur le président, où il développe la thèse selon laquelle la cohabitation renforcera les institutions de la Ve République en prouvant leur robustesse.
Si Mitterrand a une préférence pour Chaban-Delmas, il choisit Jacques Chirac, car il considère qu'en le nommant Premier ministre, son capital de sympathie augmentera auprès de la population, et il pourra gagner à l'élection présidentielle française de 1988. Mitterrand rechigne à nommer Valéry Giscard d'Estaing, dont la base électorale de l'UDF est trop faible, ainsi que de nommer Peyrefitte, avec lequel il ne s'entend pas particulièrement bien lors d'un dîner organisé par Pierre de Bénouville. Lors d'une rencontre avec Roland Dumas, Pierre Mauroy et Claude Estier, il tranche : « Le plus dur d'entre tous, c'est Chirac. C'est donc le plus dur qu'il faut prendre. Pour lui casser les reins en l'usant au pouvoir ».
La cohabitation entre en vigueur dans les faits en 1986, lorsque le président nomme Jacques Chirac, président du RPR, principal parti de l'opposition, chef du gouvernement à la suite de la victoire de la droite aux élections législatives. La première cohabitation dura jusqu'en 1988, date de la dissolution de l'Assemblée par François Mitterrand, réélu président de la République.

### Deuxième cohabitation (1993-1995)
La deuxième cohabitation dure de 1993 à 1995 et est surnommée la « cohabitation de velours ». François Mitterrand est toujours président et c'est à Édouard Balladur (RPR) que revient la responsabilité de diriger le gouvernement.

### Troisième cohabitation (1997-2002)
La troisième cohabitation intervient de 1997 à 2002, après la victoire de la Gauche plurielle (opposition unie) lors des élections législatives anticipées, après la dissolution de l'Assemblée nationale décidée le 21 avril 1997 par le président de la République, Jacques Chirac. C'est à Lionel Jospin, premier secrétaire du Parti socialiste, qu'il confie le poste de chef du gouvernement.

## Cas où la cohabitation est possible
Dans le cadre du quinquennat, une cohabitation demeure toujours possible, même si la réduction du mandat présidentiel à cinq ans en réduit considérablement la probabilité en le faisant coïncider avec le mandat parlementaire. Cinq cas de figure très particuliers pourraient aboutir à ce résultat :
- un événement ou un contexte particulier conduit les électeurs à changer d'avis durant le court laps de temps séparant l'élection du nouveau chef de l'État et les élections législatives, obligeant ainsi le président de la République à inaugurer son mandat par une cohabitation. En 2002, la question a, à un moment, pu se poser : Jacques Chirac, opposé au second tour à Jean-Marie Le Pen, avait été réélu avec un score historique de 82,21 % mais en partie dû à un report massif des voix de gauche. La très grande majorité des Français ayant désormais manifesté leur refus de voir le candidat de l'extrême droite accéder à l'Élysée, il n'était pas pour autant acquis qu'ils plébiscitassent de la même manière le chef de l'État lors des législatives qui s'annonçaient de toute manière plus « conventionnelles ». Néanmoins, et même s'il n'y a effectivement pas eu plébiscite, c'est bien le parti présidentiel et ses alliés qui l'ont emporté ;
- le décès, la démission ou la destitution (manquement aux devoirs, haute trahison) du président de la République en cours de mandat. Selon l'article 7 de la Constitution, la désignation de son successeur se fait par voie électorale au suffrage universel et, dans ce cas, le chef de l'État nouvellement élu peut très bien appartenir à un courant politique opposé à la majorité parlementaire en place. Soit ce dernier choisit de conserver cette dernière, ce qui est peu probable (auquel cas il y a cohabitation), soit il choisit de dissoudre l'Assemblée ;
- une dissolution de l'Assemblée nationale décidée par le président de la République comme l'article 12 de la Constitution le lui permet. Le chef de l'État décide alors de risquer une cohabitation pour tenter de ressouder une majorité parlementaire ou de rafraîchir la représentation nationale. Une telle décision est la conséquence d'une crise politique majeure et d'un divorce patent entre le pensionnaire de l'Élysée, les forces politiques qui l'ont porté au pouvoir et le corps électoral ;
- la motion de censure. L'article 49 alinéa 2 de la Constitution autorise les députés (au moins un dixième d'entre eux) à déposer une motion de censure qui, si elle est votée, conduit à la démission du Gouvernement. Ce cas de figure peut donner lieu à la dissolution de l'Assemblée nationale, comme cela s'est produit en 1962 sous la présidence de Charles De Gaulle sur la réforme du mode d'élection du président de la République. Après avoir voté une motion de censure, l'Assemblée nationale fut dissoute par Charles De Gaulle. Cependant, ceci n'a pas donné lieu à une cohabitation ;
- la question de confiance. Lorsqu'un projet de loi est contesté au sein même de la majorité, le Gouvernement peut engager sa responsabilité (article 49 alinéa 3). Plus prosaïquement, il s'agit de mettre dans la balance la démission du Gouvernement afin de contraindre la majorité parlementaire à faire taire les dissensions.

Dans les deux derniers cas de figure, le président de la République n'est pas tenu de dissoudre l'Assemblée et peut choisir de nommer un gouvernement plus consensuel. Par ailleurs, à ce jour, seules deux motions de censure ont abouti à un renversement de gouvernement sous la Ve République, ce sont celles du 5 octobre 1962 avec le gouvernement Pompidou, sous la présidence du général de Gaulle, et du 4 décembre 2024 avec le gouvernement Barnier, sous la présidence d'Emmanuel Macron. De Gaulle s'étant néanmoins empressé d'user de son pouvoir de dissolution de l'Assemblée nationale (chambre basse), et ce en vertu de l'article 12 de la Constitution. À cet effet, il a d'ailleurs demandé à Georges Pompidou d'attendre la dissolution de l'assemblée, puis d'attendre le résultat des élections législatives anticipées, pour le renommer Premier ministre car il se doutait d'avance du résultat des législatives qui de fait, en ne désavouant pas la politique menée jusqu'alors par le président de la République, n'ont pas influé ce dernier dans la nomination de son futur Premier ministre, dont il connaissait déjà le nom. Il est important de rappeler que si les élections législatives anticipées de 1962 avaient fait ressortir une majorité de l'opposition, le général de Gaulle n'aurait pas pu nommer une seconde fois Georges Pompidou à la tête du gouvernement, car le président de la République, bien qu'ayant le pouvoir total de nomination de son premier ministre, principe établi à l'article 8 Alinéa 1 de la Constitution (en cas de période « normale » va-t-on dire), il ne peut aller cependant à l'encontre de la volonté générale du peuple (exprimée par l'élection au suffrage universel direct), concernant l'élection des députés, en nommant un premier ministre, bien que du parti du président, mais qui ne serait, du fait de ces mêmes élections, pas souhaité par la majorité des Français.
La Constitution ne donne au président de la République aucun moyen de destituer son Premier ministre, sauf à tenter une dissolution de l'Assemblée nationale, et ce au maximum une fois par an.

## Débats et critiques

### Terminologie
François Mitterrand lui préfère le nom de « coexistence institutionnelle », car « cohabitation » indiquerait une connivence entre le président et son Premier ministre.

### Caractère néfaste ou positif de la cohabitation
Édouard Balladur tire un jugement négatif de la cohabitation après son passage à l'hôtel Matignon à l'occasion de la deuxième cohabitation. Il écrit dans Le pouvoir ne se partage pas, « la démocratie requiert la clarté, elle ne trouve pas son compte à ce brouillard. La cohabitation n’est supportable pour l’État que lorsqu’elle est de durée brève et d’échéance rare ». Toutefois, il remarque que la cohabitation est « le moyen de mettre à l’épreuve la souplesse de nos institutions et de ne pas
faire de la crise de régime la solution unique de nos difficultés politiques ».
Pour sa part Lionel Jospin ne considère pas que la cohabitation rend les réformes impossibles, car le gouvernement peut parfaitement remplir son rôle. Là où la cohabitation est néfaste selon lui est dans la non-unité du pouvoir exécutif qui apparaît lorsque la cohabitation dure et qu'un esprit de confrontation apparaît entre le président et le Premier ministre.
Selon le chef du protocole du Quai d'Orsay durant la cohabitation, Henri de Coignac, la cohabitation a pu à certains moments être néfaste pour la France, car « les gouvernements étrangers ont joué la dichotomie et cela a, parfois, affaibli nos positions internationales ».
La cohabitation peut avoir un effet délétère sur le niveau d'information du président de la République. Comme l'écrit le secrétaire général du gouvernement en 1986, « L'information du chef de l’État, lorsqu'elle ne constitue pas le corollaire nécessaire des compétences directes que lui confère la Constitution (préparation des Conseils des ministres, négociations d'accords internationaux, politique de défense), ne peut reposer que sur l'intermédiation du Premier ministre ». Cela permet au Premier ministre de bloquer le flux d'informations vers l’Élysée, notamment des informations diplomatiques (dépêches des ambassadeurs, télégrammes des ambassades, etc.).

### Trahison de l'esprit de la Cinquième République
Dans l'optique de Charles de Gaulle, le président de la République était au-dessus des partis, et la notion de « cohabitation » hors de propos car « on ne saurait accepter qu'une dyarchie existât au sommet ». Et si cela devait arriver, cela signifierait que le président n'a plus la confiance du peuple, le seul choix qui lui reste serait donc la démission. Pour lui, le choix du Premier ministre devait se faire de façon à être « compatible » entre le président et le Parlement, nommé par le premier sans opposition du second. Dans les faits, depuis la bipolarisation de la politique française, apparue en 1962, entre gauche et droite, le président est toujours apparu comme étant de l'un ou l'autre camp.
Ainsi, en 2000, François Fillon écrit que « la Ve République est morte en 1986 lorsque nous avons accepté la cohabitation », car celle-ci est le signe que le pouvoir présidentiel, que le général de Gaulle voulait au-dessus de celui des partis, peut se trouver être mis en danger face à ces partis. François Fillon souligne par là la perte de pouvoir du président de la République lors d'une cohabitation, où il ne peut que rester en retrait, la Constitution donnant au gouvernement le rôle de déterminer la politique de la nation.

### Signe de vitalité démocratique
Il est néanmoins possible de voir en la cohabitation le signe d'une vitalité démocratique, la population pouvant faire connaître au président en exercice sa désapprobation en élisant une majorité défavorable. Accélérant l'alternance politique, la cohabitation (ou du moins sa possibilité) apparaît en effet comme un contrepoids face à un mandat présidentiel particulièrement long (sept ans jusqu'en 2002). C'est notamment pour cela que le quinquennat fut promulgué en 2000 (loi constitutionnelle no 2000-964 du 2 octobre 2000). Le quinquennat entre en vigueur à l'occasion de l'élection présidentielle de 2002.